# Bolešov
Bolešov (ungarisch Bolesó) ist eine Gemeinde im Nordwesten der Slowakei mit 1584 Einwohnern (Stand 31. Dezember 2024), die im Okres Ilava, einem Teil des Trenčiansky kraj liegt.

## Geographie
Die Gemeinde befindet sich im mittleren Teil des Talkessels Ilavská kotlina am rechten Ufer der Waag. Nordnordwestlich des Ortes geht das Gemeindegebiet in die Weißen Karpaten über und ist in seiner Gesamtheit von Auböden und braunen Waldböden bedeckt. Das Ortszentrum liegt auf einer Höhe von 230 m n.m. und ist sechs Kilometer von Dubnica nad Váhom sowie elf Kilometer von Ilava entfernt.
Nachbargemeinden sind Krivoklát im Norden, Kameničany im Osten, Dubnica nad Váhom im Süden, Borčice im Westen und Horné Srnie im Nordwesten.

## Geschichte
Bolešov wurde zum ersten Mal 1331 als Bolleso schriftlich erwähnt und gehörte im Mittelalter zum niederen Adel. 1828 zählte man 33 Häuser und 554 Einwohner, die in Landwirtschaft und Töpferei beschäftigt waren.
Bis 1918 gehörte der im Komitat Trentschin liegende Ort zum Königreich Ungarn und kam danach zur Tschechoslowakei beziehungsweise Slowakei. 1943 wurde der Nachbarort Piechov eingemeindet und bildet heute keinen Gemeindeteil mehr.
1979–1990 waren außerdem Borčice, Kameničany, Sedmerovec und Slavnica Teil der Gemeinde.

## Bevölkerung
| Jahr                | 1994 | 2004    | 2014    | 2024    |
| ------------------- | ---- | ------- | ------- | ------- |
| Anzahl der Personen | 1397 | 1460    | 1530    | 1584    |
| Unterschied         |      | +4,50 % | +4,79 % | +3,52 % |

| Jahr                | 2023 | 2024    |
| ------------------- | ---- | ------- |
| Anzahl der Personen | 1574 | 1584    |
| Unterschied         |      | +0,63 % |

Nach der Volkszählung 2011 wohnten in Bolešov 1526 Einwohner, davon 1443 Slowaken, zehn Tschechen und jeweils ein Magyare und Russine. 71 Einwohner machten keine Angabe. 1330 Einwohner bekannten sich zur römisch-katholischen Kirche, 16 Einwohner zur evangelischen Kirche A. B., sechs Einwohner zur apostolischen Kirche, jeweils zwei Einwohner zu den Mormonen, zu den Siebenten-Tags-Adventisten und zur jüdischen Gemeinde und jeweils ein Einwohner zu den Zeugen Jehovas und zur griechisch-katholischen Kirche; ein Einwohner war anderer Konfession. 72 Einwohner waren konfessionslos und bei 93 Einwohnern ist die Konfession nicht ermittelt.
Ergebnisse nach der Volkszählung 2001 (1438 Einwohner):
| Nach Ethnie: - 98,68 % Slowaken - 1,04 % Tschechen - 0,14 % Magyaren - 0,07 % Ukrainer | Nach Konfession: - 97,01 % römisch-katholisch - 2,23 % konfessionslos - 0,21 % evangelisch - 0,21 % keine Angabe |

## Bauwerke
- Kapelle aus dem Ende des 18. Jahrhunderts
- Landschloss aus dem 17. Jahrhundert, ursprünglich im Renaissance-Stil, im 18. Jahrhundert barockisiert und 1870–1880 umgebaut